# Tsarbjörnspinnare
Tsarbjörnspinnare (Pericallia matronula) är en fjärilsart som beskrevs av Carl von Linné 1758. Tsarbjörnspinnare ingår i släktet Pericallia och familjen björnspinnare. Arten förekommer tillfälligt i Sverige, men reproducerar sig inte. Inga underarter finns listade i Catalogue of Life.

## Bildgalleri

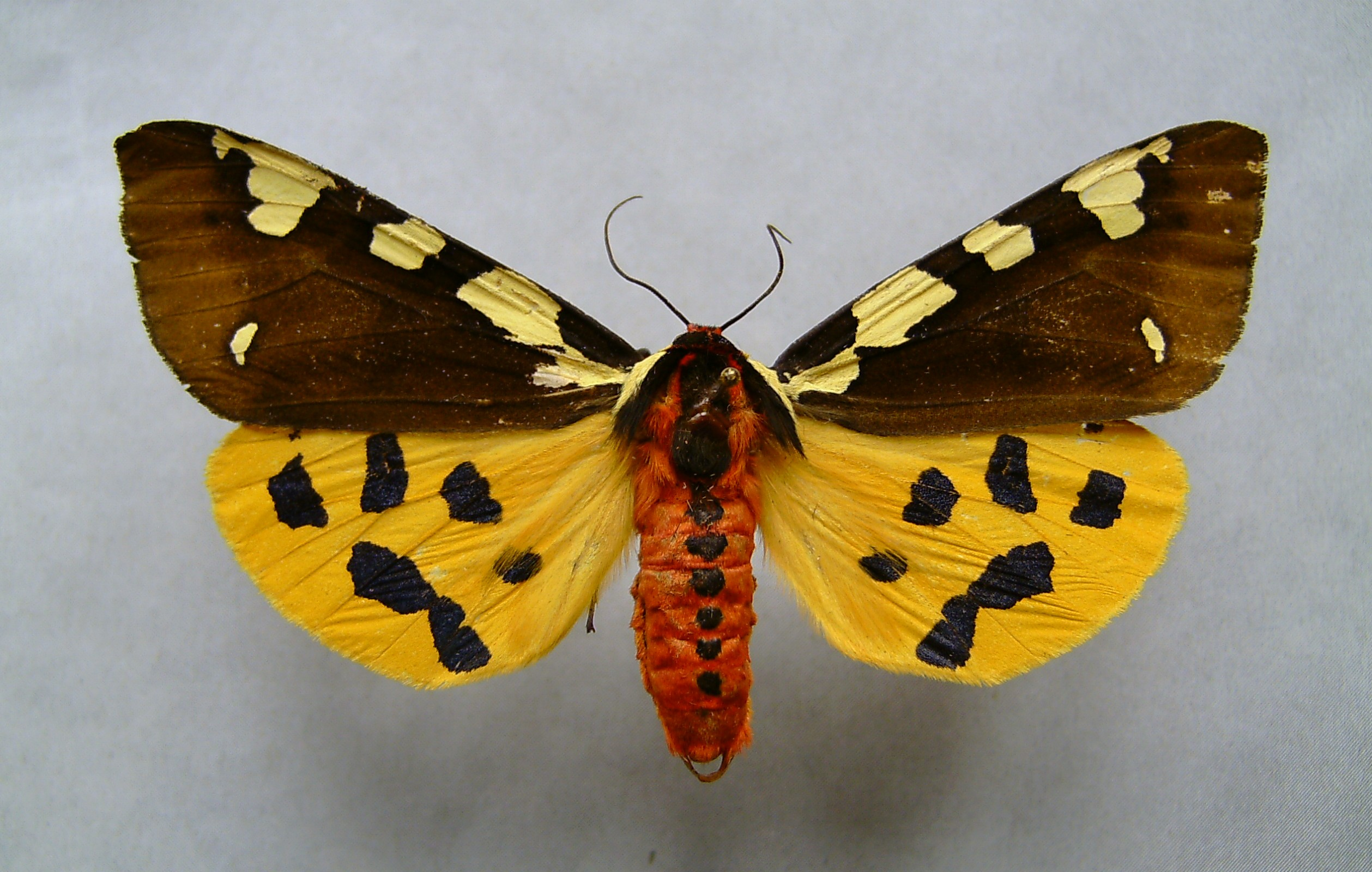